# Boo Seung-kwan
Boo Seung-kwan (em coreano:  부승관; Busan, 16 de janeiro de 1998), mais conhecido mononimamente como Seungkwan, é um cantor e artista sul-coreano da Pledis Entertainment. Ele é membro do grupo sul-coreano Seventeen e da subunidade da equipe vocal. Ele também faz parte da unidade especial BSS ao lado de Hoshi e DK. Além das atividades de seu grupo, Seungkwan é conhecido como uma figura do entretenimento por sua participação ativa em programas de variedades coreanos, como Unexpected Q, e Idol Dictation Contest.

## Vida pessoal
Seungkwan nasceu em Busan, na Coreia do Sul, mas foi criado em Jeju-do. Enquanto crescia, participou de festivais de canções infantis realizados em sua escola, onde uma professora o gravou cantando e postou na internet. O vídeo mais tarde levou Seungkwan a ser escalado para a Pledis Entertainment em junho de 2012. Seungkwan frequentou a Seoul Broadcasting High School e se formou em 2016.

## Carreira

### 2015–presente: estreia com Seventeen e atividades solo
Seungkwan estreou como membro da boy band sul-coreana Seventeen com o EP 17 Carat em 29 de maio de 2015. Em 2018, Seungkwan lançou o single "Kind of Love" para a trilha sonora da telenovela Mother. A música retrata uma triste história de amor com som acústico. Seungkwan juntou-se ao lado dos companheiros de banda Hoshi e DK em uma subunidade chamada BSS, ou BooSeokSoon, um apelido comum para os três membros juntos. O grupo lançou seu single de estreia "Just Do It" em 21 de março. Nesse mesmo ano, Seungkwan foi escalado para o talk show Unexpected Q. Ele recebeu o prêmio "Rookie (Music and Talk)" no MBC Entertainment Awards de 2018.
Em 2019, Seungkwan foi escalado para Prison Life of Fools e no talk show Five Cranky Brothers. Em 7 de setembro de 2020, Seungkwan lançou o single "Go" para a trilha sonora da série Record of Youth. Em 29 de janeiro de 2021, Seungkwan participou da trilha sonora da série Lovestruck in the City com uma música intitulada "The Reason". Seungkwan foi escalado para o programa de televisão Job Dongsan, ao lado de Kang Ho-dong e Eunhyuk do Super Junior, e no Idol Dictation Contest. Mais tarde, ele apareceu no novo programa de televisão de badminton da tvN, Racket Boys, ao lado do campeão olímpico Oh Sang-uk, Jang Sung-kyu, Yang Se-chan, entre outros. Em janeiro de 2022, Seungkwan recebeu o prêmio "Male Idol Entertainer" no 2022 Korea First Brand Awards.

## Filmografia

### Televisão
| Ano  | Título                   | Papel            | Notas          | Ref.   |
| ---- | ------------------------ | ---------------- | -------------- | ------ |
| 2018 | Unexpected Q             | Membro do elenco |                | [ 6 ]  |
| 2019 | Prison Life of Fools     | Membro do elenco |                | [ 9 ]  |
| 2019 | Five Cranky Brothers     | Membro do elenco |                | [ 10 ] |
| 2021 | Job Dongsan (Job Estate) | Membro do elenco |                | [ 12 ] |
| 2021 | Racket Boys              | Membro do elenco | Episódios 1–12 | [ 14 ] |

### Webséries
| Ano  | Título                 | Papel            | Notas       | Ref.   |
| ---- | ---------------------- | ---------------- | ----------- | ------ |
| 2021 | Idol Dictation Contest | Membro do elenco | Temporada 1 | [ 13 ] |
| 2023 | Debeulseu peullaen     | Competidor       | 6º lugar    | [ 16 ] |

## Discografia

### Aparição em trilhas sonoras
| Título         | Ano  | Álbum                      |
| -------------- | ---- | -------------------------- |
| "Kind Of Love" | 2018 | Mother OST                 |
| "Go"           | 2020 | Record of Youth OST        |
| "Reason"       | 2021 | Lovestruck in the City OST |
| "Pit a Pat"    | 2022 | Link: Eat, Love, Kill OST  |
| "Still You"    | 2023 | Dr. Romantic Season 3 OST  |